# (20690) Crivello
(20690) Crivello (1999 VY66) – planetoida z grupy pasa głównego asteroid okrążająca Słońce w ciągu 5,07 lat w średniej odległości 2,95 j.a. Odkryta 4 listopada 1999 roku.